# Milica Pavlović
Milica Pavlović (serbisch-kyrillisch Милица Павловић; * 11. August 1991 in Einsiedeln, Schweiz) ist eine serbische Pop-Folk-Sängerin. Sie wurde 2012 als Teilnehmerin bei der serbischen Castingshow Zvezde Granda („Grands“ Sterne) bekannt, wo sie den achten Platz erreichte.

## Leben
Pavlović wurde 1991 in Einsiedeln in der Schweiz geboren, wo ihr Vater arbeitete. Nach der Scheidung ihrer Eltern erhielt ihr Vater das Sorgerecht. Sie war Mitglied des Schulchors und nahm im Alter von ungefähr 18 Jahren erstmals an Musikwettbewerben teil. Später zog sie zu ihren Großeltern nach Gornji Bunibrod in der Nähe von Leskovac. In Leskovac besuchte sie die Pop-Musikschule von Aleksandra Radović.

## Karriere
2010 nahm sie mit ihrer ersten Single, Dođi (serbisch: Komm!), an einem Radio-Musikwettbewerb teil.
Erste Schritte in der Musikbranche machte sie bei der serbischen Castingshow Zvezde Granda von 2011 bis 2012. Sie erreichte den achten Platz. Dennoch erhielt sie einen Vertrag bei der Plattenfirma Grand Production und brachte ihre Debütsingle Tango heraus. Es folgten Singles wie Čili (Duett mit Dejan Matić), Pakleni Plan,  Sexy Senorita. Sowie Alibi, die sie mit Hilfe des Rappers Nesh veröffentlichte. Im Juni 2014 kam ihr erstes Album, Govor Tela (Körpersprache), heraus. Im gleichen Jahr machte sie ihren Universitätsabschluss. 2015 veröffentlichte sie die Singles Selfie und Demantujem.
Im Sommer 2016 wurde das Lied La Fiesta mit dem Musikvideo veröffentlicht. Im Dezember 2016 brachte sie einen Teaser für ihr kommendes Album Boginja (Göttin) heraus. Er zeigt Ausschnitte aller sieben Songs des Albums, wobei das Lied Još se branim ćutanjem, ein Duett mit dem bosnischen Sänger Alen Islamović, bereits im November veröffentlicht wurde. Wenige Tage später erschien das Album.
Im Juni 2018 veröffentlichte Pavlovic mit Aca Lukas als Duettpartner den Song Kidas me. Ende Dezember 2018 brachte sie ihr drittes Studioalbum Zauvek heraus, das acht neue Songs und zusätzlich ihre vorherigen Singles Operisan od ljubavi und Kidas me enthält. In den Jahren 2020/2021 veröffentlichte Pavlović weitere Singles, wie z. B. Oko Moje (Duett mit Saša Matić) und erlangte auch ihre erste schauspielerische Rolle in der serbischen Serie Pevačica (zu deutsch: „Sängerin“), in der Pavlović die Hauptrolle der Ivana Lazić spielte. Parallel zur Serie veröffentlichte Pavlović den Song Dabogda Propao, der in der Serie verwendet wurde.
2022 erschien Pavlović’ viertes Album Posesivna. Als Leadsingle wählte sie hier den Song Posesivna bivša. Insbesondere fanden auf diesem Album auch die Songs Oko Moje, Dabogda Propao und Crna jutra ihren Platz, die bereits vorher veröffentlicht worden waren. Ende Mai 2023 veröffentlichte Pavlović das Lied Venčanje (zu deutsch: „Hochzeit“), welches die Leadsingle zu ihrem angekündigten Album Lav darstellt.

## Diskografie

### Alben
- 2014: Govor Tela
- 2016: Boginja
- 2018: Zauvek
- 2022: Posesivna
- 2023: Lav

### Live-Alben
- 2024: Lav Tour – BG Arena

### EPs
- 2024: Milijarda

### Singles (Auswahl)
| - 2010: Dođi - 2012: Tango - 2012: Čili (mit Dejan Matić) - 2013: Pakleni plan - 2013: Seksi Senorita - 2014: Alibi (mit Nesh) - 2014: Dve Po Dve - 2015: Demantujem - 2015: Selfie - 2016: Boginja - 2016: Mogla Sam - 2016: La fiesta - 2016: Ljubi Ljubi (Original: Shantel – Marko i Shantel) - 2016: Istanbul - 2016: Još se branim ćutanjem (mit Alen Islamović) - 2017: Operisan od ljubavi - 2018: Hej Ženo | - 2018: Kidas Me (mit Aca Lukas) - 2020: Status Quo - 2020: Papi - 2021: Crna Jutra - 2021: Oko moje (mit Saša Matić) - 2021: Dabogda Propao - 2021: Evolucija (mit Famos) - 2022: Seceru (mit Albino) - 2022: Provereno - 2022: Posesivna Bivša - 2022: 15ica - 2022: Nema Žene - 2023: Kucketina - 2023: Ilegala (mit Coby) - 2023: Mashallah (mit Jelena Karleuša) - 2023: Lav - 2023: Vencanje |